# Africada lateral palatal eyectiva
La africada lateral palatal eyectiva es un tipo raro de sonido consonántico, utilizado en algunas lenguas habladas . El símbolo en el Alfabeto Fonético Internacional que representa este sonido es ⟨ c͜𝼆ʼ ⟩ ( extIPA ; IPA estricta: ⟨ c͜ʎ̝̊ʼ ⟩ ).
Es un sonido raro que se encuentra en Dahalo , una Lenguas cushitas de Kenia , y en Hadza , una lengua aislada de Tanzania . En Dahalo, /c͜𝼆ʼ/ contrasta con alveolar /t͜ɬʼ/ , y en Hadza contrasta con velar [k͜𝼄ʼ] , un alófono de /kʼ/ .

## Características
- Su modo de articulación es africada , lo que significa que se produce deteniendo primero el flujo de aire por completo y luego permitiendo que el aire fluya a través de un canal estrecho en el lugar de articulación, lo que provoca turbulencias.
- Su punto de articulación es palatal, lo que significa que se articula con la parte media o posterior de la lengua elevada al paladar duro.
- Es una consonante lateral lo que significa que se tiene que dirigir el aire hacia los lados, en lugar de en medio.
- Su tipo de fonación es sorda, lo que significa que se produce sin vibraciones de las cuerdas vocales.
- Es una consonante oral, lo que significa que se permite que el aire escape a través de la boca, no por la nariz.
- El mecanismo de la corriente de aire es eyectivo (egresivo glótico), lo que significa que el aire es expulsado al bombear la glotis hacia arriba.

## Ocurre en
| Idioma | Idioma | Palabra    | AFI        | Significado |
| ------ | ------ | ---------- | ---------- | ----------- |
| Dahalo | Dahalo | [ʔac𝼆ʼáno] | [ʔac𝼆ʼáno] | 'semen'     |
| Hadza  | Hadza  | [mitc𝼆ʼa]  | [mitc𝼆ʼa]  | 'hueso'     |

El sonido en Hadza se ha transcrito como [t͜𝼆ʼ] , pero el contacto alveolar de la lengua es variable y no distintivo.